# Julián Delgado
Julián José Delgado Liste, (n. 6 de junio de 1934; desaparecido el 4 de junio de 1978) fue un periodista y empresario argentino fundador de la revista Mercado, y director del diario El Cronista Comercial. Fue secuestrado y asesinado por la dictadura militar autodenominada Proceso de Reorganización Nacional (1976-1983).

## Su vida
Nacido el 6 de junio de 1934 en el barrio porteño de Villa Urquiza, siendo hijo de Anastasio Delgado, un inmigrante español oriundo de Galicia, que había emigrado a la Argentina y sé había establecido en Buenos Aires donde había abierto una panadería. 
En la década de los 60 Julián Delgado se desempeñó como Secretario de Redacción de la revista Primera Plana. En esa función fue quien propuso publicar semanalmente Mafalda, la posteriormente famosa en todo el mundo historieta de Quino, a partir del 29 de septiembre de 1964. Fue la base del personaje "Manolito".
Fue fundador y dueño de la revista Mercado, junto con Raúl Sarmiento, Alberto Borrini y Mario Sekiguchi. Dicho grupo compró en 1977 el diario El Cronista Comercial tras el secuestro de su director Rafael Perrotta, asumiendo Delgado la dirección del mismo.

## Su secuestro, tortura y asesinato
Julián Delgado fue detenido-desaparecido el domingo 4 de junio de 1978, en pleno Mundial de Fútbol. Eran las cuatro de la tarde y le dijo a su esposa María Ignacia Cercos de Delgado, que saldría a buscar "algo para el té". Nunca más volvió a verlo.
Sus socios en la revista Mercado, Alberto Borrini y Mario Sekigucchi, preocupados por la mala imagen que para el gobierno militar significaba el secuestro de Delgado, publicaron entonces en la revista la siguiente carta:

«El hecho fue oportunamente informado al ministro del Interior, general Albano Harguindeguy. Pese al interés y preocupación demostrados por el ministro y a la diligencia de la Policía Federal, que merecen reconocimiento, no hay rastros suyos, ni de su automóvil. Julián Delgado nunca quiso ser protagonista; tampoco aprueba, estamos seguros, las versiones que algunos tejen sobre su desaparición, enturbiando quizás sin proponérselo la imagen del país en momentos en que estamos expuestos a las miradas de todo el mundo.»

Su esposa, declaró muchos años después que el Nuncio Papal, Monseñor Pío Laghi le comentó que el comandante en jefe de la Armada Armando Labruschini le había dicho «que no se decidía condenar a esos detenidos-desaparecidos a la muerte que habían sufrido todos los demás que pasaron por la ESMA, pero tampoco a dejarlos en libertad». También dijo que: 

«Laghi me dijo que Julián no estaba entre ellos. Quiere decir que tenía pleno acceso a la información. Durante años le estuve agradecida por sus gestiones. Pero ahora se que no puedo perdonarle su silencio cómplice. Me siento un monstruo por haber escuchado esas cosas sin reaccionar.»

Llamativamente, la desaparición del empresario periodístico Julián Delgado es recordada por el Sindicato de Prensa de Buenos Aires (SiPreBa) pero no por las empresaras ni las cámaras empresariales de medios de comunicación.